# Paul Washer
Paul Washer (ur. 1961) – amerykański duchowny, dyrektor i założyciel Misji „HeartCry” wysyłającej misjonarzy do wielu krajów Ameryki Łacińskiej, Azji, Afryki i Europy Wschodniej. Prezbiter (starszy) w First Baptist Church of Muscle Shoals w Alabamie.
Występuje jako orędownik reformacji kościołów protestanckich w USA, które obecnie są wypełnione osobami nienawróconymi. Według niego wynika to z błędnie pojmowanej i nauczanej doktryny o nawróceniu, zbawieniu z Łaski przez wiarę, uświęceniu i pewności zbawienia. Kazania Washera ukazują ewangelikalne spojrzenie na Ewangelię, często krytykuje popularne w amerykańskich kościołach praktykom takim jak tzw. „modlitwa grzesznika” czy liczebny wzrost kościołów, które wynikają z powierzchownego traktowania Ewangelii.
Kazania Washera skupiają się na tym jak człowiek może zostać ocalony przed wiecznym potępieniem i żyć z Bogiem w wieczności. Według Washera, człowiek jest zbawiony wyłącznie przez wiarę w Chrystusa, ale świadectwem jego chrześcijańskiej wiary są uczynki – jako owoc wiary. Washer twierdzi, że większość ludzi, którzy identyfikują siebie jako wierzący chrześcijanie, w rzeczywistości nie są zbawionymi. Washer zarzuca głoszącym w kościołach, że często ogłaszają oni kogoś zbawionym, podczas gdy nie ma weryfikowalnych dowodów pokuty w ich życiu.
Washer cytuje R.C. Sproula, Johna MacArthura, George’a Mullera, Johna Pipera, Jonathana Edwardsa, George’a Whitefielda, Charlesa Spurgeona, Leonarda Ravenhilla, Johna Wesleya, A.W. Tozera oraz Martyna Lloyd-Jonesa i innych. Często pojawia się w chrześcijańskim radiu, by dyskutować o tym w jaki sposób ludzie zostają zbawiani.
Washer oświadcza, że został nowo narodzony podczas swoich studiów prawniczych na University of Texas. Po ukończeniu studiów uczęszczał do Southwestern Baptist Theological Seminary gdzie uzyskał tytuł Master of Divinity. Następnie udał się do Peru na okres 10 lat jako misjonarz. Obecnie mieszka w Radford w stanie Wirginia ze swoją żoną i trójką dzieci: Ianem, Evan oraz Rowanem.

## Książki
Książki jego autorstwa:
- The One True God
- Truth About Man